# Karl-Heinz Rummenigge
Karl-Heinz Rummenigge (n. 25 septembrie 1955 în Lippstadt) este un fost jucător de fotbal german.
Cel mai mare succes l-a avut la clubul german Bayern München cu care a câștigat Cupa Intercontinentală, Liga Campionilor, două campionate și  două cupe.
A fost în Echipa națională de fotbal a Germaniei cu care a câștigat Campionatul European de Fotbal din 1980 și a făcut parte din echipele care au terminat pe locul doi la Campionatul Mondial de Fotbal din 1982 și la Campionatul Mondial de Fotbal din 1986. A primit de două ori Balonul de Aur.

## Goluri internaționale
| #   | Data               | Stadion                                           | Oponent           | Scor | Rezultat                 | Competiția                                             |
| --- | ------------------ | ------------------------------------------------- | ----------------- | ---- | ------------------------ | ------------------------------------------------------ |
| 1.  | 8 octombrie 1977   | Stadionul Olimpic, Berlin, Germania               | Italia            | 2–0  | 2–1                      | Meci amical                                            |
| 2.  | 6 iunie 1978       | Estadio Chateau Carreras, Córdoba, Argentina      | Mexic             | 3–0  | 6–0                      | Campionatul Mondial de Fotbal 1978                     |
| 3.  | 6 iunie 1978       | Estadio Chateau Carreras, Córdoba, Argentina      | Mexic             | 5–0  | 6–0                      | Campionatul Mondial de Fotbal 1978                     |
| 4.  | 21 iunie 1978      | Estadio Chateau Carreras, Córdoba, Argentina      | Austria           | 1–0  | 2–3                      | Campionatul Mondial de Fotbal 1978                     |
| 5.  | 20 decembrie 1978  | Rheinstadion, Düsseldorf, Germania                | Țările de Jos     | 1–0  | 3–1                      | Meci amical                                            |
| 6.  | 22 mai 1979        | Lansdowne Road, Dublin, Irlanda                   | Republica Irlanda | 1–1  | 3–1                      | Meci amical                                            |
| 7.  | 12 septembrie 1979 | Stadionul Olimpic, Berlin, Germania               | Argentina         | 2–0  | 2–1                      | Meci amical                                            |
| 8.  | 17 octombrie 1979  | Müngersdorfer Stadion, Köln, Germania             | Țara Galilor      | 4–0  | 5–1                      | Preliminariile Campionatului European de Fotbal 1980   |
| 9.  | 21 noiembrie 1979  | Stadionul Boris Paiciadze, Tbilisi, RSS Georgiană | Uniunea Sovietică | 1–0  | 3–1                      | Meci amical                                            |
| 10. | 21 noiembrie 1979  | Stadionul Boris Paiciadze, Tbilisi, RSS Georgiană | Uniunea Sovietică | 2–0  | 3–1                      | Meci amical                                            |
| 11. | 27 February 1980   | Weserstadion, Bremen, Germania                    | Malta             | 7–0  | 8–0                      | UEFA Euro 1980 qualifying                              |
| 12. | 13 mai 1980        | Waldstadion, Frankfurt, Germania                  | Polonia           | 1–0  | 3–1                      | Meci amical                                            |
| 13. | 11 iunie 1980      | Stadio Olimpico, Roma, Italia                     | Cehoslovacia      | 1–0  | 1–0                      | UEFA Euro 1980                                         |
| 14. | 3 decembrie 1980   | Stadionul Național Vasil Levski, Sofia, Bulgaria  | Bulgaria          | 3–0  | 3–1                      | Calificările pentru Campionatul Mondial de Fotbal 1982 |
| 15. | 2 septembrie 1981  | Silesian Stadium, Chorzów, Polonia                | Polonia           | 2–0  | 2–0                      | Meci amical                                            |
| 16. | 23 septembrie 1981 | Ruhrstadion, Bochum, Germania                     | Finlanda          | 2–1  | 7–1                      | Calificările pentru Campionatul Mondial de Fotbal 1982 |
| 17. | 23 septembrie 1981 | Ruhrstadion, Bochum, Germania                     | Finlanda          | 4–1  | 7–1                      | Calificările pentru Campionatul Mondial de Fotbal 1982 |
| 18. | 23 septembrie 1981 | Ruhrstadion, Bochum, Germania                     | Finlanda          | 6–1  | 7–1                      | Calificările pentru Campionatul Mondial de Fotbal 1982 |
| 19. | 18 noiembrie 1981  | Westfalenstadion, Dortmund, Germania              | Albania           | 1–0  | 8–0                      | Calificările pentru Campionatul Mondial de Fotbal 1982 |
| 20. | 18 noiembrie 1981  | Westfalenstadion, Dortmund, Germania              | Albania           | 2–0  | 8–0                      | Calificările pentru Campionatul Mondial de Fotbal 1982 |
| 21. | 18 noiembrie 1981  | Westfalenstadion, Dortmund, Germania              | Albania           | 5–0  | 8–0                      | Calificările pentru Campionatul Mondial de Fotbal 1982 |
| 22. | 22 noiembrie 1981  | Rheinstadion, Düsseldorf, Germania                | Bulgaria          | 2–0  | 4–0                      | Calificările pentru Campionatul Mondial de Fotbal 1982 |
| 23. | 22 noiembrie 1981  | Rheinstadion, Düsseldorf, Germania                | Bulgaria          | 4–0  | 4–0                      | Calificările pentru Campionatul Mondial de Fotbal 1982 |
| 24. | 12 mai 1982        | Ullevaal Stadion, Oslo, Norvegia                  | Norvegia          | 1–0  | 4–2                      | Meci amical                                            |
| 25. | 12 mai 1982        | Ullevaal Stadion, Oslo, Norvegia                  | Norvegia          | 4–2  | 4–2                      | Meci amical                                            |
| 26. | 16 iunie 1982      | El Molinón, Gijón, Spania                         | Algeria           | 1–1  | 1–2                      | Campionatul Mondial de Fotbal 1982                     |
| 27. | 20 iunie 1982      | El Molinón, Gijón, Spania                         | Chile             | 1–0  | 4–1                      | Campionatul Mondial de Fotbal 1982                     |
| 28. | 20 iunie 1982      | El Molinón, Gijón, Spania                         | Chile             | 2–0  | 4–1                      | Campionatul Mondial de Fotbal 1982                     |
| 29. | 20 iunie 1982      | El Molinón, Gijón, Spania                         | Chile             | 3–0  | 4–1                      | Campionatul Mondial de Fotbal 1982                     |
| 30. | 8 iulie 1982       | Estadio Ramón Sánchez Pizjuán, Sevilla, Spania    | Franța            | 2–3  | 3–3 (a.e.t.), 5–4 (pen.) | Campionatul Mondial de Fotbal 1982                     |
| 31. | 13 octombrie 1982  | Wembley Stadium, Londra, Anglia                   | Anglia            | 1–0  | 2–1                      | Meci amical                                            |
| 32. | 13 octombrie 1982  | Wembley Stadium, Londra, Anglia                   | Anglia            | 2–0  | 2–1                      | Meci amical                                            |
| 33. | 30 martie 1983     | Qemal Stafa, Tirana, Albania                      | Albania           | 2–0  | 2–1                      | Preliminariile Campionatului European de Fotbal 1984   |
| 34. | 23 aprilie 1983    | Stadionul İzmir Atatürk, İzmir, Turcia            | Turcia            | 1–0  | 3–0                      | Preliminariile Campionatului European de Fotbal 1984   |
| 35. | 23 aprilie 1983    | Stadionul İzmir Atatürk, İzmir, Turcia            | Turcia            | 3–0  | 3–0                      | Preliminariile Campionatului European de Fotbal 1984   |
| 36. | 7 iunie 1983       | Stade Josy Barthel, Luxemburg, Luxemburg          | Iugoslavia        | 4–2  | 4–2                      | Meci amical (Jubilee match: 75 years FLF)              |
| 37. | 5 octombrie 1983   | Parkstadion, Gelsenkirchen, Germania              | Austria           | 1–0  | 3–0                      | Preliminariile Campionatului European de Fotbal 1984   |
| 38. | 26 octombrie 1983  | Stadionul Olimpic, Berlin, Germania               | Turcia            | 2–0  | 5–1                      | Preliminariile Campionatului European de Fotbal 1984   |
| 39. | 26 octombrie 1983  | Stadionul Olimpic, Berlin, Germania               | Turcia            | 5–1  | 5–1                      | Preliminariile Campionatului European de Fotbal 1984   |
| 40. | 20 noiembrie 1983  | Ludwigsparkstadion, Saarbrücken, Germania         | Albania           | 1–1  | 2–1                      | Preliminariile Campionatului European de Fotbal 1984   |
| 41. | 17 octombrie 1984  | Müngersdorfer Stadion, Köln, Germania             | Suedia            | 2–0  | 2–0                      | Calificările pentru Campionatul Mondial de Fotbal 1986 |
| 42. | 27 martie 1985     | Ludwigsparkstadion, Saarbrücken, Germania         | Malta             | 5–0  | 6–0                      | Calificările pentru Campionatul Mondial de Fotbal 1986 |
| 43. | 27 martie 1985     | Ludwigsparkstadion, Saarbrücken, Germania         | Malta             | 6–0  | 6–0                      | Calificările pentru Campionatul Mondial de Fotbal 1986 |
| 44. | 17 noiembrie 1985  | Stadionul Olimpic, München, Germania              | Cehoslovacia      | 2–2  | 2–2                      | Calificările pentru Campionatul Mondial de Fotbal 1986 |
| 45. | 29 iunie 1986      | Estadio Azteca, Mexico City, Mexic                | Argentina         | 1–2  | 2–3                      | Campionatul Mondial de Fotbal 1986                     |

## Statistici carieră
|               |                |                     | Campionat | Campionat | Cupă          | Cupă          | Cupa Ligii | Cupa Ligii | Continental | Continental | Total   | Total  |
| Sezon         | Club           | Campionat           | Meciuri   | Goluri    | Meciuri       | Goluri        | Meciuri    | Goluri     | Meciuri     | Goluri      | Meciuri | Goluri |
| Germania      | Germania       | Germania            | Campionat | Campionat | DFB-Pokal     | DFB-Pokal     | Altele     | Altele     | Europe      | Europe      | Total   | Total  |
| ------------- | -------------- | ------------------- | --------- | --------- | ------------- | ------------- | ---------- | ---------- | ----------- | ----------- | ------- | ------ |
| 1974–75       | Bayern München | Bundesliga          | 21        | 5         | 3             | 1             | –          | –          | 4           | 0           | 28      | 6      |
| 1975–76       | Bayern München | Bundesliga          | 32        | 8         | 7             | 2             | –          | –          | 9           | 3           | 48      | 13     |
| 1976–77       | Bayern München | Bundesliga          | 31        | 12        | 5             | 2             | –          | –          | 6           | 1           | 42      | 15     |
| 1977–78       | Bayern München | Bundesliga          | 29        | 8         | 3             | 0             | –          | –          | 6           | 6           | 38      | 14     |
| 1978–79       | Bayern München | Bundesliga          | 34        | 14        | 2             | 0             | –          | –          | –           | –           | 36      | 14     |
| 1979–80       | Bayern München | Bundesliga          | 34        | 26        | 3             | 5             | –          | –          | 10          | 5           | 47      | 36     |
| 1980–81       | Bayern München | Bundesliga          | 34        | 29        | 3             | 4             | –          | –          | 8           | 6           | 45      | 39     |
| 1981–82       | Bayern München | Bundesliga          | 32        | 14        | 7             | 7             | –          | –          | 9           | 6           | 48      | 27     |
| 1982–83       | Bayern München | Bundesliga          | 34        | 20        | 2             | 0             | –          | –          | 6           | 1           | 42      | 21     |
| 1983–84       | Bayern München | Bundesliga          | 29        | 26        | 7             | 4             | –          | –          | 6           | 2           | 42      | 32     |
| Italia        | Italia         | Italia              | Ligă      | Ligă      | Coppa Italia  | Coppa Italia  | Cupa Ligii | Cupa Ligii | Europa      | Europa      | Total   | Total  |
| 1984–85       | Inter Milano   | Serie A             | 26        | 8         | 9             | 5             | –          | –          | 9           | 5           | 44      | 18     |
| 1985–86       | Inter Milano   | Serie A             | 24        | 13        | 6             | 2             | –          | –          | 9           | 3           | 39      | 18     |
| 1986–87       | Inter Milano   | Serie A             | 14        | 3         | 5             | 2             | –          | –          | 5           | 1           | 24      | 6      |
| Elveția       | Elveția        | Elveția             | Ligă      | Ligă      | Cupa Elveției | Cupa Elveției | Cupa Ligii | Cupa Ligii | Europa      | Europa      | Total   | Total  |
| 1987–88       | Servette       | Superliga Elvețiană | 28        | 10        |               |               | –          | –          | –           | –           | 28      | 10     |
| 1988–89       | Servette       | Superliga Elvețiană | 32        | 24        |               |               | –          | –          | 4           | 0           | 36      | 24     |
| Total         | Germania       | Germania            | 310       | 162       | 42            | 25            | –          | –          | 64          | 30          | 416     | 217    |
| Total         | Italia         | Italia              | 64        | 24        | 20            | 9             | –          | –          | 23          | 9           | 107     | 42     |
| Total         | Elveția        | Elveția             | 60        | 34        |               |               | –          | –          | 4           | 0           | 64      | 34     |
| Total carieră | Total carieră  | Total carieră       | 434       | 220       | 62            | 34            | —          | —          | 91          | 39          | 587     | 293    |

- Also played 2 (1977) Intercontinental Cup games.
- Also played 4 (1975, 1976) UEFA Super Cup games.

### Internațional
| Germania | Germania | Germania |
| An       | Meciuri  | Goluri   |
| -------- | -------- | -------- |
| 1976     | 2        | 0        |
| 1977     | 6        | 1        |
| 1978     | 12       | 4        |
| 1979     | 8        | 5        |
| 1980     | 10       | 4        |
| 1981     | 11       | 9        |
| 1982     | 13       | 9        |
| 1983     | 10       | 8        |
| 1984     | 8        | 1        |
| 1985     | 6        | 3        |
| 1986     | 9        | 1        |
| Total    | 95       | 45       |